# Stefano Gross
Stefano Gross, italijanski alpski smučar * 4. september 1986.

## Rezultati svetovnega pokala

### Sezonske lestvice
| Sezona | Starost | Skupni seštevek | Slalom | Veleslalom | Superveleslalom | Smuk | Alpska kombinacija |
| ------ | ------- | --------------- | ------ | ---------- | --------------- | ---- | ------------------ |
| 2009   | 22      | 142             | 61.    | —          | —               | —    | —                  |
| 2010   | 23      | 129.            | 51.    | —          | —               | —    | —                  |
| 2010   | 23      | 129.            | 51.    | —          | —               | —    | —                  |
| 2011   | 24      | 104.            | 36.    | —          | —               | —    | —                  |
| 2012   | 25      | 25.             | 5.     | —          | —               | —    | —                  |
| 2013   | 26      | 36.             | 12.    | —          | —               | —    | —                  |
| 2014   | 27      | 45.             | 13.    | —          | —               | —    | —                  |
| 2015   | 28      | 16.             | 6.     | —          | —               | —    | —                  |
| 2016   | 29      | 28.             | 6.     | —          | —               | —    | —                  |
| 2017   | 30      | 21.             | 7.     | —          | —               | —    | —                  |
| 2018   | 31      | 32.             | 9.     | —          | —               | —    | —                  |
| 2019   | 32      | 59.             | 20.    | —          | —               | —    | —                  |
| 2020   | 33      | 82.             | 27.    | —          | —               | —    | —                  |
| 2021   | 34      | 77.             | 26.    | —          | —               | —    | —                  |

### Top 3
| Sezona | Datum             | Kraj                         | Disciplina       | Mesto |
| ------ | ----------------- | ---------------------------- | ---------------- | ----- |
| 2012   | 8. januar 2012    | Adelboden, Švica             | Slalom           | 3.    |
| 2012   | 24. januar 2012   | Schladming, Avstrija         | Slalom           | 2.    |
| 2012   | 19. febraur 2012  | Bansko, Bolgarija            | Slalom           | 3.    |
| 2015   | 11. januar 2015   | Adelboden, Švica             | Slalom           | 1.    |
| 2015   | 17. januar 2015   | Wengen, Švica                | Slalom           | 2.    |
| 2015   | 27. januar 2015   | Schladming, Avstrija         | Slalom           | 2.    |
| 2016   | 17. januar 2016   | Wengen, Švica                | Slalom           | 3.    |
| 2016   | 23. februar 2016  | Stockholm, Švedska           | Paralelni slalom | 3.    |
| 2016   | 6. marec 2016     | Kranjska Gora, Slovenija     | Slalom           | 3.    |
| 2017   | 22. december 2016 | Madonna di Campiglio,Italija | Slalom           | 3.    |
| 2017   | 5. marec 2017     | Kranjska Gora, Slovenija     | Slalom           | 2.    |
| 2020   | 15. december 2019 | Val d'Isère, Francija        | Slalom           | 3.    |

### Rezultati svetovnega prvenstva
| Leto | Starost | Slalom  | Veleslalom | Supervelelslalom | Smuk | Alpska kombinacija |
| ---- | ------- | ------- | ---------- | ---------------- | ---- | ------------------ |
| 2011 | 24      | 22.     | —          | —                | —    | —                  |
| 2013 | 26      | 11.     | —          | —                | —    | —                  |
| 2015 | 28      | ODSTOP2 | —          | —                | —    | —                  |
| 2017 | 30      | 9.      | —          | —                | —    | —                  |
| 2019 | 32      | 10.     | —          | —                | —    | —                  |

## Olimpijske igre
| Leto | Starost | Slalom | Veleslalom | Super-G | Dol | Kombinirano | Ekipna tekma |
| ---- | ------- | ------ | ---------- | ------- | --- | ----------- | ------------ |
| 2014 | 27      | 4.     | —          | —       | —   | —           | —            |
| 2018 | 31      | 16.    | —          | —       | —   | —           | 5.           |